# Ryszard Piekarski

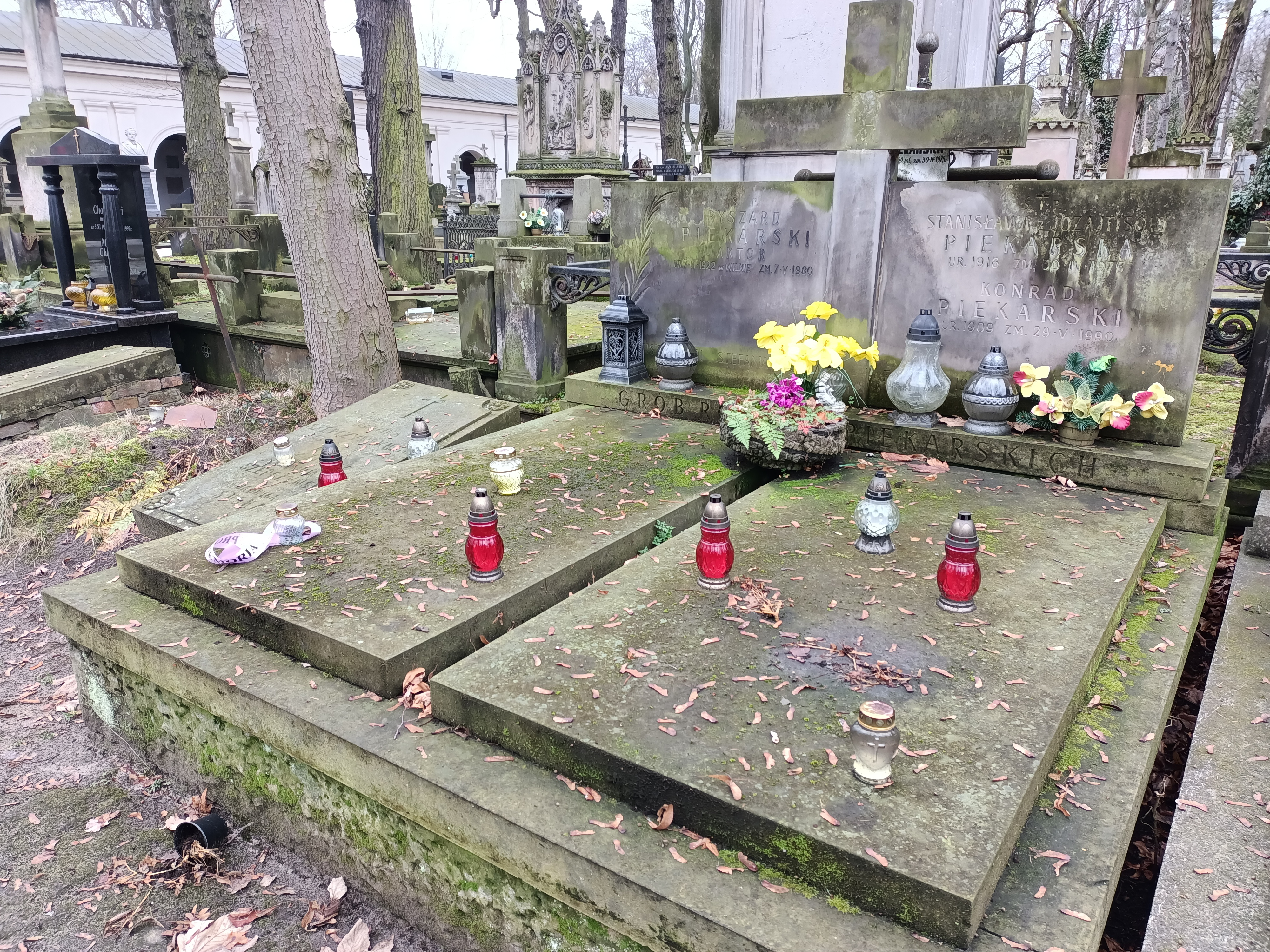
Grób Ryszarda Piekarskiego na Cmentarzu Powązkowskim

Ryszard Piekarski (ur. 7 lutego 1922 w Wilnie, zm. 7 maja 1980 w Warszawie) – polski aktor teatralny i filmowy.

## Życiorys
Kształcił się w Wilnie, gdzie już po wybuchu II wojny światowej ukończył gimnazjum i liceum handlowe, a ponadto uczęszczał na zajęcia studia dramatycznego. W latach 1941–1944 przebywał na robotach przymusowych w III Rzeszy. Po powrocie ukończył studio dramatyczne Mieczysława Szpakiewicza, a po zakończeniu wojny, w 1945 roku wraz z grupą wileńskich aktorów przybył Białegostoku, gdzie debiutował w tamtejszym Teatrze Miejskim. Wówczas też zdał egzamin aktorski ZASP. Następnie przeniósł się do Warszawy, z którym to miastem był związany przez większość kariery scenicznej. Występował w Miejskich Teatrach Dramatycznych (1945–1946, 1947–1949), Teatrze Powszechnym (1949–1951), Teatrze Ateneum (1955–1957), Teatrze Polskim (1956–1979) oraz Teatrze Ochoty (1970, 1976–1977). Poza stolicą grał w Teatr Miejskim w Lublinie (1946–1947), Teatrze Powszechnym w Łodzi (1951–1955) oraz Estradzie Dolnośląskiej (1969–1970). Wystąpił również w siedemnastu spektaklach teatru Telewizji (1958–1977) oraz dziewiętnastu audycjach Teatru Polskiego Radia (1957–1980).
Jego małżonką była Zofia Fidur. Cierpiał na astmę, co w znacznym stopniu ograniczało jego aktywność zawodową. Został pochowany na Cmentarzu Powązkowskim w Warszawie (kwatera 139-6-14 i 15).

## Filmografia
- Załoga (1951) – Antoni Bugaj, uczeń Państwowej Szkoły Morskiej
- Niedaleko Warszawy (1954)
- Podhale w ogniu (1955)
- Zamach (1959)
- Przygoda noworoczna (1963)
- Stawka większa niż życie, odc. 7, 8 (1965) – pułkownik WP
- Westerplatte (1967) – kapral
- Paryż – Warszawa bez wizy (1967)
- Epilog norymberski (1970)
- Wielka miłość Balzaka, odc. 2  (1973)
- Romans Teresy Hennert (1978) – lokaj
- Tajemnica Enigmy, odc. 1 (1979)
- Sekret Enigmy (1979)
- Najdłuższa wojna nowoczesnej Europy, odc. 1, (1979) – wierzyciel Chłapowskiego
- Polonia Restituta (1980)